# اورانو سایکل
اورانو سایکل (انگلیسی: Orano Cycle) شرکت انرژی هسته‌ای فرانسوی است، که در سال ۱۹۷۶ تأسیس شد.